# Partenocarpia
Em botânica e horticultura, partenocarpia é a produção natural ou induzida artificialmente de frutos que se formam sem fecundação. Somente em raros casos as sementes irão se desenvolver. Como exemplo pode-se citar a banana comercial, Musa paradisiaca L.
Partenocarpia pode ser induzida artificialmente pela pulverização com ácido β-naftoxiacético.